# Estêvão Uresis III
Estêvão Uroš III Decanski foi um rei da Sérvia que governou de 6 de janeiro de 1322 a 8 de setembro de 1331. Filho de Estêvão Milutino, teve que derrotar vários de seus familiares para ocupar o trono. Utilizou o epíteto Dečanski do grande monastério que construiu em Visoki Dečani.